# Баллинасло
Баллинасло (англ. Ballinasloe; ирл. Béal Átha na Sluaighe, (Бел-Аха-на-Слуае)) — (малый) город в Ирландии, находится в графстве Голуэй (провинция Коннахт).
«Ballinasloe Fair» — один из старейших европейских лошадинных рынков, основанный в VIII веке.
Местная железнодорожная станция была открыта 1 августа 1851 года.

## Демография
Население — 6 303 человека (по переписи 2006 года). В 2002 году население было 6 219 человек. При этом, население внутри городской черты (legal area) было 6 049, население пригородов (environs) — 254.
Данные переписи 2006 года:
| Общие демографические показатели |               |                               |                               |      |      |
| Всё население                    | Всё население | Изменения населения 2002—2006 | Изменения населения 2002—2006 | 2006 | 2006 |
| 2002                             | 2006          | чел.                          | %                             | муж. | жен. |
| 6 219                            | 6 303         | 84                            | 1,4                           | 3225 | 3078 |

В нижеприводимых таблицах сумма всех ответов (столбец «сумма»), как правило, меньше общего населения населённого пункта (столбец «2006»).
| Религия (Тема 2 — 5 : Число людей по религиям, 2006) |             |                |             |            |       |       |
| Католики, чел.                                       | Католики, % | Другая религия | Без религии | не указано | сумма | 2006  |
| 5 706                                                | 90,5        | 394            | 107         | 96         | 6 303 | 6 303 |

| Этно-расовый состав (Этничность. Тема 2 — 3 : Постоянное население по этническому или культурному происхождению, 2006) |            |              |       |        |        |            |       |       |
| Белые ирландцы | Лухт-шулта | Другие белые | Негры | Азиаты | Другие | Не указано | сумма | 2006  |
| 5 183 | 191        | 444          | 63    | 77     | 160    | 116        | 6 234 | 6 303 |
| Доля от всех отвечавших на вопрос, %                                                                                   |            |              |       |        |        |            |       |       |
| 83,1 | 3,1        | 7,1          | 1,0   | 1,2    | 2,6    | 1,9        | 100   | 98,91 |

1 — доля отвечавших на вопрос о языке от всего населения.
| Владение ирландским языком (Тема 3 — 1 : Число людей от 3 лет и старше по способности говорить по-ирландски, 2006) |       |            |       |       |
| Владеете ли Вы ирландским языком?                                                                                  |       |            |       |       |
| Да | Нет   | Не указано | сумма | 2006  |
| 2 624 | 3 274 | 135        | 6 033 | 6 303 |
| Доля от всех отвечавших на вопрос о языке, %                                                                       |       |            |       |       |
| 43,5 | 54,3  | 2,2        | 100   | 95,71 |

1 — доля отвечавших на вопрос о языке от всего населения.
| Использование ирландского языка (Тема 3 — 2 : Irish speakers aged 3 or over by frequency of speaking Irish, 2006) |                                                            |                                               |                                               |                                               |                                               |                                               |       |                                     |       |
| Как часто и где Вы говорите по-ирландски?                                                                         |                                                            |                                               |                                               |                                               |                                               |                                               |       |                                     |       |
| ежедневно, только в образовательных учреждениях                                                                   | ежедневно, как в образовательных учреждениях, так и вне их | в других местах (вне образовательной системы) | в других местах (вне образовательной системы) | в других местах (вне образовательной системы) | в других местах (вне образовательной системы) | в других местах (вне образовательной системы) | сумма | всего, отвечавших на вопрос о языке | 2006  |
| ежедневно, только в образовательных учреждениях                                                                   | ежедневно, как в образовательных учреждениях, так и вне их | ежедневно                                     | каждую неделю                                 | реже                                          | никогда                                       | не указано                                    | сумма | всего, отвечавших на вопрос о языке | 2006  |
| 713 | 46                                                         | 63                                            | 173                                           | 984                                           | 597                                           | 48                                            | 2 624 | 6 033                               | 6 303 |
| Доля от всех отвечавших на вопрос о языке, %                                                                      |                                                            |                                               |                                               |                                               |                                               |                                               |       |                                     |       |
| 11,8 | 0,8                                                        | 1,0                                           | 2,9                                           | 16,3                                          | 9,9                                           | 0,8                                           | 43,5  | 100                                 |       |

| Типы частных жилищ (Тема 6 — 1(a) : Число частных домовладений по типу размещения, 2006) |          |         |                 |            |       |       |
| Отдельный дом                                                                            | Квартира | Комната | Переносные дома | не указано | сумма | 2006  |
| 1 878                                                                                    | 184      | 14      | 7               | 41         | 2 124 | 6 303 |